# Nyctosia cocinea
Nyctosia cocinea là một loài bướm đêm thuộc phân họ Arctiinae, họ Erebidae.